# کمان اسکوشیا

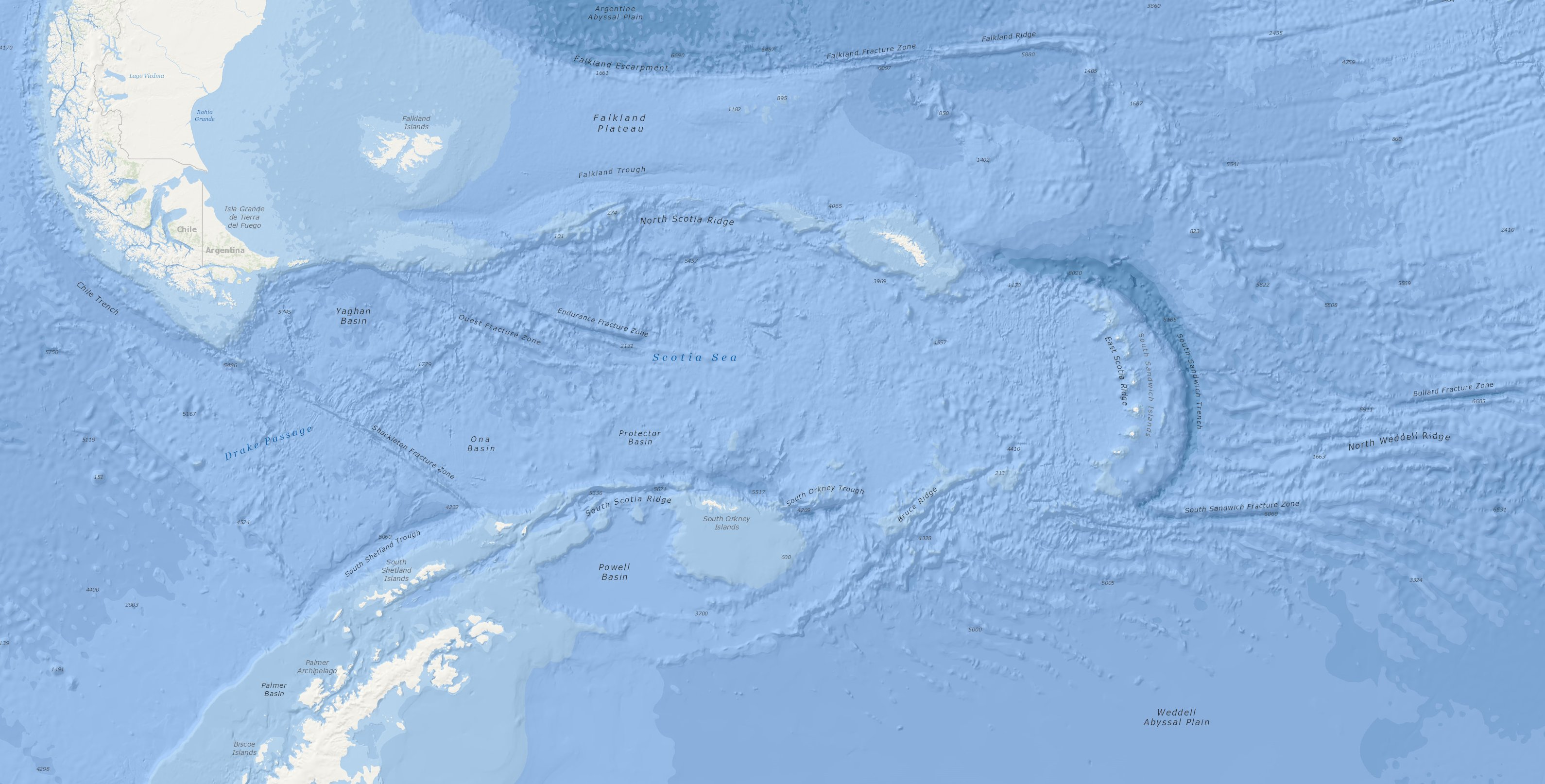
ژرفاشناسی کمان اسکوشیا.

کمان اسکوشیا (انگلیسی: Scotia Arc) یک کمان جزیره‌ای است که مرزهای شمالی، شرقی و جنوبی دریای اسکوشیا را تشکیل می‌دهد. دریای اسکوشیا، بین آمریکای جنوبی و جنوبگان واقع شده است.
این قوس جزیره‌ای شامل یک رشته از پشته‌های زیر دریایی و جزایر استاتن، جزایر جورجیای جنوبی و ساندویچ جنوبی، جزایر ارکنی جنوبی و جزایر شتلند جنوبی است.
کمان اسکوشیا با قوسی بزرگ کوه‌های سرزمین آتش (تیرا دل فوئگو) در رشته‌کوه آند را به شبه‌جزیره جنوبگان وصل می‌کند.
طول کمان اسکوشیا در حدود ۴۷۰۰ کیلومتر است. ابتدا حدود ۲۵۰۰ کیلومتر از تیرا دل فوئگو به سمت شرق می‌رود، سپس حدود ۶۰۰ کیلومتر به جنوب و سرانجام ۱۶۰۰ کیلومتر دیگر به سوی غرب و جنوب غرب تا شبه‌جزیره جنوبگان ادامه می‌یابد.

## زمین‌شناسی
کمان اسکوشیا خط جدایی صفحه آمریکای جنوبی، صفحه اسکوشیا، صفحه ساندویچ و صفحه جنوبگان از هم است و در نتیجه فعالیت‌های لرزه‌ای و آتشفشانی در این کمان جزیره‌ای زیاد است.